# Östigården i Ytteryg
Östigården är en bondgård i byn Ytteryg i Ljusdals socken, Hälsingland. Bonden Olof Pehrsson uppförde 1829 en parstuga i två våningar med dubbla kammare, vilken är byggnadsminne sedan 1997.

## Galleri

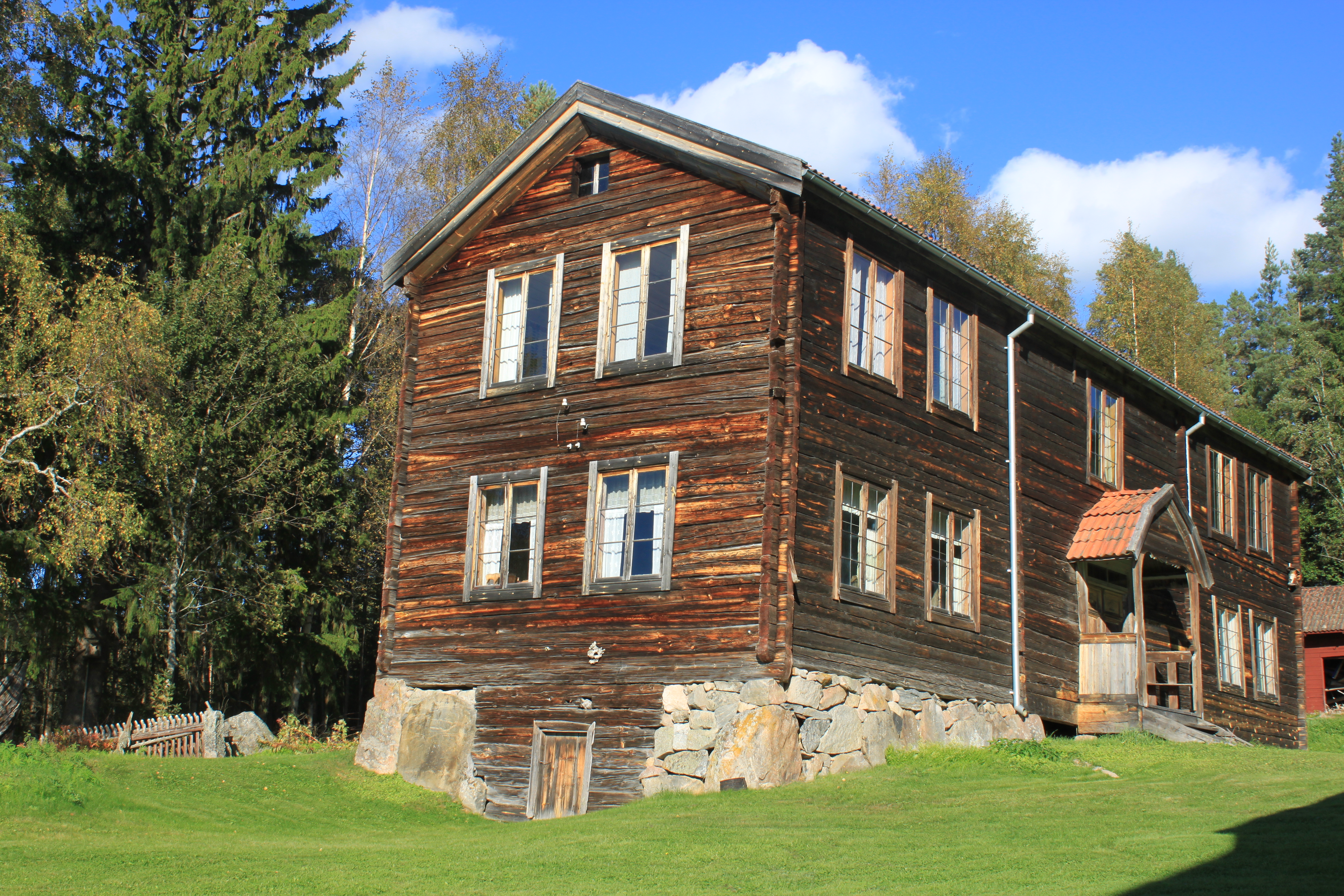
Ena kortsidan och framsidan av Östigården.
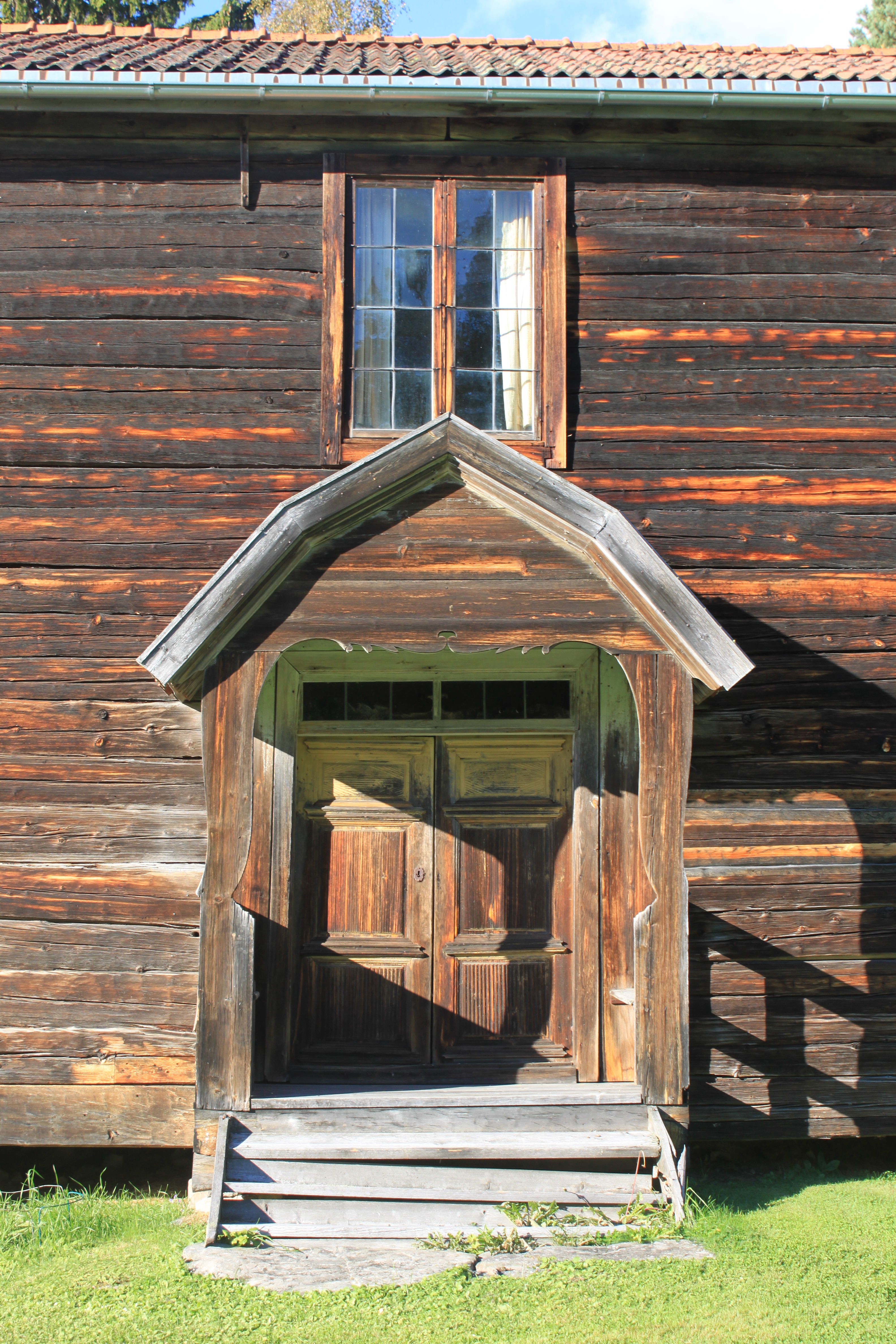
Entrén till Östigården.